# Metagonia goodnighti
Metagonia goodnighti är en spindelart som beskrevs av Willis J. Gertsch 1977. Metagonia goodnighti ingår i släktet Metagonia och familjen dallerspindlar. Inga underarter finns listade i Catalogue of Life.